# دوري سانت لوسيا لكرة القدم
دوري سانت لوسيا لكرة القدم هو الدوري الوطني لكرة القدم في سانت لوسيا .البطل الحالي هو VSADC.